# 転換服務
転換服務（てんかんふくむ）は、韓国の徴兵制度による代替服務の区分として、現役徴兵対象者として、。

## 歴史
- 1971年 - 兵役法の改正と戦闘警察隊設置法の制定によって転換服務制度の施行。当時の転換服務の名称は帰休特例として、これは現役兵の入営後、帰休された者を戦闘警察隊員として、任用することだった[1][2]。
- 1981年 - 矯正施設警備矯導隊が創設[3]。
- 1983年 -
- 1984年 -兵役法の全部改正によって帰休、帰休特例が転任に変わった[4]。
- 1999年 - 兵役法の転任が転換服務に変わった[5]。
- 2001年 -
- 2002年 - 義務消防隊が創設。
- 2012年 - 矯正施設警備矯導隊が解体[6]。
- 2015年 - 戦闘警察隊設置法が義務警察設置及び運営に関する法律に改正[7]。
- 2016年 - 割り当てによる転換服務の規定、矯正施設警備矯導隊設置法が廃止によって割り当てによる転換服務制度が廃止[8][9]。

## 種類

### 割り当てによる転換服務
志願によらず、陸軍に徴集された兵員の中から選び出して服務することだ。この服務制度は2013年に消え、関連法律上は2016年に廃止された。
- 作戦戦闘警察巡警
- 矯正施設警備矯導隊

### 推薦による転換服務
志願による転換服務として、転換服務が最初に始めた1971年に戦闘警察巡警が1982年まで推薦による転換服務だった。これは1982年に創設された義務戦闘警察巡警が推薦による転換服務になって、作戦戦闘警察巡警は割り当てによる転換服務になった。
- 義務戦闘警察巡警
- 義務消防隊

## 問題点・批判
韓国の転換服務は、国際労働機関の強制労働に関する条約によれば強制労働に該当するという問題がある。